# Бычков, Марк Борисович
Марк Борисович Бычков (род. 1934 год, Чернигов, УССР) — советский и российский онколог, один из основоположников отечественной клинической химиотерапии, доктор медицинских наук, профессор, академик РАЕН, бывший ведущий научный сотрудник Российского онкологического научного центра имени Н. Н. Блохина Российской академии медицинских наук. Член онкологического общества России, бывший научный редактор журнала «Российский онкологический журнал». Лауреат Государственной премии РФ в области науки и техники (2001) «За клиническую разработку и внедрение в медицинскую практику новых эффективных методов лекарственной терапии злокачественных опухолей»

## Биография
Марк Борисович Бычков родился в Чернигове, УССР. В 1941 году вместе с семьей был эвакуирован в Томск, где поступил в школу. После окончания войны отец был направлен в Минск, куда переехала вся семья. Марк Борисович окончил среднюю школу № 60 Минска в 1952 году, после чего поступил в Минский Государственный Медицинский Институт, который окончил в 1958 году. После окончания института был распределен в Мозырский городской онкологический диспансер БССР, где работал в должности заведующего отделением, а затем главным врачом диспансера с 1958 по 1961 год. В 1961 году поступил в аспирантуру в Москве в Институт Экспериментальной и Клинической Онкологии (ИЭКО) Академии медицинских наук СССР где проработал в течение 60 лет (институт в настоящее время переименован в ФГБУ «НМИЦ онкологии им. Н. Н. Блохина» Минздрава РФ).
С 1964 Марк Борисович стал сотрудником этого института: с 1964 по 1972 был младшим научным сотрудником, 1972—1988 старшим научным сотрудником, и 1988—2021 ведущим научным сотрудником отделения химиотерапии.
Выступал с докладами на конференциях в России, США, Японии, Польше, Австрии. В течение 4 месяцев работал в Roswell Park Comprehensive Cancer Center в Буффало, США (1990).

## Научные труды
Основные научные труды — в области химиотерапии злокачественных опухолей, главным образом рака легкого, мезотелиомы плевры, опухолевых плевритов. Автор более 300 публикаций в отечественных и зарубежных журналах и 5 монографий.
- Кандидатская диссертация «Роль химиотерапии в лечении рака легкого» (1966)
- Переводчикова Н. И., Бычков М. Б., Корман Н. П. Лечение больных с недифференцированными формами рака легкого N-нитрозометил-мочевиной // Вестн. АМН СССР. — 1972. — № 10.
- Докторская диссертация «Консервативное лечение рака легкого» (1978)
- Переводчикова Н. И., Бычков М. Б. Мелкоклеточный рак легкого. М.; Медицина, 1984. — 160
- Bychkov MB. [Chemotherapy and combined chemo- and radiotherapy of small cell lung cancer]. Voprosy Onkologii. 1985 ;31(10):51-55. PMID 2998090.[11]
- Propp RM, Grigorova TM, Bychkov MB. [Cure of a patient with disseminated cancer of the fallopian tube] Voprosy Onkologii. 1986 ;32(4):81-82. PMID 3705533.[12]
- Mikhina ZP, Bychkov MB, Trofimova NB, Gertner K, Motorina LI. Chemoradiation treatment of the superior vena cava compression syndrome in small-cell lung cancer. Meditsinskaia Radiologiia. 1988 Jul;33(7):46-51. PMID 2840548.[13]
- Preiss R, Brovtsyn VK, Perevodchikova NI, Bychkov MB, Hūller H. Effect of methotrexate on the pharmacokinetics and renal excretion of cisplatin. European Journal of Clinical Pharmacology. 1988 ;34(2):139-144. DOI: 10.1007/bf00614550. PMID 3383986.[14]
- Shatikhin VA, Vasil’ev AV, Bychkov MB. [Metastasis of lung cancer to the small intestine with its perforation] Klinicheskaia Meditsina. 1988 Aug;66(8):135-136. PMID 3193729.[15]
- Бычков М. Б., Орел М. Ф., Трофимова И. Б., Денчик С. А. Результаты химиотерапевтического лечения при мелкоклеточном раке легкого // Здравоохранение Казахстана. 1989. № 6. С. 38-39.
- Бычков, М. Б.. Противоопухолевая химиотерапия: справочник . −2-е изд., перераб. и доп. Москва: Медицина, 1993. ISBN 5-225-02613-3
- Бычков М. Б. Мелкоклеточный рак легкого. В кн.: Давыдов М. И., Полоцкий Б. Е. Рак легкого. М.; 1995.
- Бычков М. Б., Горбунова В. А., Трещалина Е. М. Дозоинтенсивная химиотерапия мелкоклеточного рака легкого по схеме САМ с нуклеосперматом натрия // Тезисы докл. конф. «Актуальные вопросы онкологии». СПб., 1996. С. 47.
- Трещалина Е. М., Андронова Н. В., Михайлова Л. М., Бычков М. Б. Эффективность циклоплатама при внутриплевральном введении // Материалы 1 Съезда Онкологов стран СНГ, Москва, 1996. — ч. 1. — С. 167.
- Трещалина Е., Бычков М., Бодягин Д. Натрия нуклеоспермат -новый стимулятор кроветворения // Врач. 1996. № 2. С. 26-27.
- Бычков М. Б., Бодягин Д. А., Борисов В. И. и др. Нуклеоспермат натрия — новый стимулятор лейкопоэза у онкологических больных // Клинический вестник. 1997. № 1. С. 85-86.
- Бычков М. Б., Шамилов А. К., Иванова Ф. Г., Горбунова В. А. Мезотелиома плевры и брюшины // Российский онкологический журнал. 1997. № 4. С.48-51.
- Бычков М. Б. Опухолевые плевриты (дифференциальная диагностика и лечение). Русский медицинский журнал. 1999; 7(10)
- Бычков М. Б. Мелкоклеточный рак легкого: некоторые итоги и перспективы // Материалы третьей ежегодной рос. онколог. конф. СПб., 1999. С. 33-36.
- Бычков М. Б. Стабилизация болезни, как фактор прогноза выживаемости после проведенной химиотерапии в онкологии. В кн.: Опыт доклинического исследования на примере олипифата. Санкт-Петербург; 2002: 273-4.[16]
- Бычков М. Б. Случай из практики // Совр. Онкология. — 2002. — № 1
- Gorbounova V, Orel N, Bychkov M, Naskhletashvili D. Taxotere/cisplatin in previously untreated patients with extensive small cell lung cancer. Lung Cancer 37 (2002) S1/S51 (18-20).[6]
- Бычков М. Б. Химиотерапия распространенного немелкоклеточного рака легкого // Вестник РОНЦ РАМН. — 2003. — Т.14, № 1. — С.8-12
- Бычков М. Б. // Новое в терапии рака легкого: Материалы конгресса ASCO 2002 г. (Орландо, США). М., 2003. С. 151—170.
- Бычков М. Б. и др. Лекарственная терапия метастазов в головной мозг. Вестник Московского онкологического общества. М. 2004. № 1. С. 503—504.
- Бычков М. Б. Руководство по химиотерапии опухолевых заболеваний / Под ред. Н. И. Переводчиковой. М., 2005. С. 195—209. 2
- Бычков М. Б., Дгебуадзе Э. Н., Большакова С. А. Мелкоклеточный рак легкого. Практ онкол 2005; 6: 4: 213—217.
- Бычков М. Б., Большакова С. А., Бычков Ю. М. Мезотелиома плевры: современная тактика лечения // Современная онкология. — 2005
- Бычков М. Б., Горбунова В. А., Насхлеташвили Д. Р. и др. Химио- и химиолучевая терапия метастазов некоторых злокачественных опухолей в головной мозг // Материалы 10 Российского онкологического конгресса. М., 2006. С. 125—128.
- Бычков М. Б. Мелкоклеточный рак легкого: что изменилось за последние 30 лет? // Современная онкология. — 2007. — Том 9. — С. 34-36.
- Бычков М. Б. Руководство по химиотерапии опухолевых заболеваний / М. Б. Бычков / Под ред. Н. И. Переводчиковой. — М., 2009. — С. 212—216.
- Покровский В. С., Трещалина Е. М., Бычков М. Б. Перспективы развития комбинированной химиотерапии диссеминированного мелкоклеточного рака легкого. Российский биотерапевтический журнал. 2009; 8 (3): 61-68.
- Бычков М. Б., Бесова Н. С., Топчиева С. В., и др. Окончательные результаты кооперированных исследований препарата дикарбамин в качестве гематопротектора при комбинированной химиотерапии у онкологических больных // Креативная хирургия и онкология. 2010. № 4.[17]
- Сельчук В. Ю., Бычков М. Б., Киселевский М. Б. (ред.). Опухолевые серозиты. М.: Практическая медицина; 2011
- Бычков, М. Б. Немелкоклеточный рак легкого. Руководство по химиотерапии опухолевых заболеваний. Под ред. Н. И. Переводчиковой. 3-е изд. — М.: Практическая медицина, 2011. С. 141.
- Филоненко Д. В, Бычков М.Б, Горбунова В.А, Трещалина Е. М. Результаты I фазы клинического исследования бинарной каталитической системы терафтал + аскорбиновая кислота у больных с опухолевыми плевритами // Российский биотерапевтический журнал. 2011; том 10, вып. 4 (71-74).[18]
- Бычков М. Б. Мелкоклеточный рак легкого / Бычков М.Б. (ред.). — М.: Фармарус Принт Медиа, 2013.
- Бычков М. Б. Мелкоклеточный рак легкого: состояние проблемы к 2013 году и изменения за последние 40 лет // Злокачественные опухоли. 2013. № 1 (5).[10]
- Бычков М. Б., Горбунова В. А. Клинические рекомендации по диагностике и лечению больных раком легкого. Общероссийский союз общественных объединений ассоциация онкологов России. 2014:
- Бычков М. Б., Багрова С. Г., Карпенко Т. Д. Стабилизация болезни как важный фактор оценки эффективности лечения и прогноза выживаемости онкологических больных. Российский онкологический журнал. 2016; 21 (1-2): 6-10.[16]
- Чубенко В. А., Бычков М. Б., Деньгина Н. В., et al. Практические рекомендации по лекарственному лечению мелкоклеточного рака легкого. Злокачественные опухоли: Практические рекомендации RUSSCO, 2021 (том 11)
- Барболина Т. Д., Бычков М. Б., Аллахвердиев А. К., et al. Практические рекомендации по лекарственному лечению опухолей вилочковой железы (тимомы и рака тимуса). Злокачественные опухоли: Практические рекомендации RUSSCO, 2021 (том 11).[19]
- Бычков М.Б., Горбунова В.А. Мелкоклеточный рак легкого. "Национальное руководство. Противоопухолевая лекарственная терапия". стр. 168-177. ГЭОТАР Медиа, 2022
- Бычков М.Б., Барболина Т.Д., Мандрина М.О. Мезотелиома плевры. "Национальное руководство. Противоопухолевая лекарственная терапия". стр. 177-182. ГЭОТАР Медиа, 2022
- Бычков М.Б., Барболина Т.Д., Мандрина М.О. Мезотелиома брюшины. "Национальное руководство. Противоопухолевая лекарственная терапия". стр. 182-185. ГЭОТАР Медиа, 2022
- Бычков М.Б., Барболина Т.Д. Опухолевые плевриты. "Национальное руководство. Противоопухолевая лекарственная терапия". стр. 185-188. ГЭОТАР Медиа, 2022
- Бычков М.Б., Насхлеташвили Д.Р. Первичные опухоли центральной нервной системы. "Национальное руководство. Противоопухолевая лекарственная терапия". стр. 367-371. ГЭОТАР Медиа, 2022
- Бычков М.Б., Насхлеташвили Д.Р. Противоопухолевое лекарственное лечение метастатических опухолей головного мозга. "Национальное руководство. Противоопухолевая лекарственная терапия". стр. 372-375. ГЭОТАР Медиа, 2022

## Награды
1. Золотая медаль им. Н.Н. Блохина (2017)
2. Лауреат Государственной премии РФ в области науки и техники (2001) «За клиническую разработку и внедрение в практику новых эффективных методов лекарственной терапии злокачественных опухолей»[20][21]
3. Медаль "В память 850-летия Москвы" (1997)
4. Серебряная медаль ВДНХ (1967)